# Абу Деия
Абу Деия (на френски: Abou-Deïa, изговаря се Абу̀ Деѝа) е град в Чад, в регион Саламат. Алтернативни имена на града са Абудела (Aboudela) или Абу Дем (Abou Dem). Населението му към 2003 г. възлиза на около 75 000 души. Непосредствено до него има малки възвишения.